# Armstrong Siddeley Genet
Il Armstrong Siddeley Genet fu uno motore aeronautico 5 cilindri ad architettura radiale e raffreddamento ad aria sviluppato dalla divisione motoristica dell'azienda britannica Armstrong Siddeley negli anni venti.
Motore di bassa potenza disponibile e destinato ad equipaggiare velivoli leggeri, ebbe un buon successo commerciale.

## Varianti e applicazioni

### Genet I
Genet I da 65 hp.
- Avro 618 Ten
- Avro Avian (prototipo)
- Blackburn Bluebird I
- BFW M.23
- Cierva autogiro C.9 e C.10
- Drzewiecki JD-2
- Fleet Fawn
- Junkers A 50 Junior
- Saro Cutty Sark
- Southern Martlet
- Westland-Hill Pterodactyl

### Genet II
Il Genet II erogava 80 hp ottenuti con un incremento del rapporto di compressione al valore di 5,25:1.
- ANEC IV
- Avro Avian
- Blackburn Bluebird II
- Cierva C.19
- Darmstadt D-18
- de Havilland DH.60 Moth
- Fairchild 21
- Klemm Kl 25
- Nicholas-Beazley NB-8G
- Parnall Imp
- Robinson Redwing II
- Southern Martlet
- Westland Widgeon

### Genet IIA
Simile al IIA da 80 hp con modifiche minori rispetto al Mark I.
- Robinson Redwing II